# Atletism la Jocurile Olimpice de vară din 2020 - 1.500 m (masculin)
Proba de 1.500 de metri masculin de la Jocurile Olimpice de vară din 2020 a avut loc în perioada 3-7 august 2021 pe Stadionul Național al Japoniei. Aproximativ cincizeci de atleți sunt așteptați să participe la această probă.

## Recorduri
Înaintea acestei competiții, recordurile mondiale și olimpice erau următoarele:
| Record  | Atlet                    | Timp    | Loc               | Data               |
| ------- | ------------------------ | ------- | ----------------- | ------------------ |
| Mondial | Hicham El Guerrouj (MAR) | 3:26,00 | Roma, Italia      | 14 iulie 1998      |
| Olimpic | Noah Ngeny (KEN)         | 3:32,07 | Sydney, Australia | 29 septembrie 2000 |

## Program
Orele sunt ora Japoniei (UTC+9) 
| Data                   | Oră   | Etapă      |
| ---------------------- | ----- | ---------- |
| Marți, 3 august 2021   | 9:00  | Etapa 1    |
| Joi, 5 august 2021     | 19:00 | Semifinale |
| Sâmbătă, 7 august 2021 | 18:50 | Finala     |

## Rezultate

### Calificări
S-au calificat în semifinale primii șase atleți din fiecare serie (C) și următorii atleți cu cei mai buni 6 timpi (c). 

#### Seria 1
| Loc | Atlet              | Țară                       | Timp    | Note |
| --- | ------------------ | -------------------------- | ------- | ---- |
| 1   | Ismael Debjani     | Belgia                     | 3:36,00 | C    |
| 2   | Timothy Cheruiyot  | Kenya                      | 3:36,01 | C    |
| 3   | Ollie Hoare        | Australia                  | 3:36,09 | C    |
| 4   | Cole Hocker        | Statele Unite ale Americii | 3:36,16 | C    |
| 5   | Abdelatif Sadiki   | Maroc                      | 3:36,23 | C    |
| 6   | Michał Rozmys      | Polonia                    | 3:36,28 | C    |
| 7   | Josh Kerr          | Marea Britanie             | 3:36,29 | c    |
| 8   | Ignacio Fontes     | Spania                     | 3:36,95 | c    |
| 9   | Samuel Tefera      | Etiopia                    | 3:37,98 |      |
| 10  | Filip Ingebrigtsen | Norvegia                   | 3:38,02 |      |
| 11  | Amos Bartelsmeyer  | Germania                   | 3:38,36 |      |
| 12  | István Szögi       | Ungaria                    | 3:38,79 |      |
| 13  | Abraham Guem       | Sudanul de Sud             | 3:40,86 | PB   |
| 14  | Alexis Miellet     | Franța                     | 3:41,23 |      |
| 15  | Adam Ali Musab     | Qatar                      | 3:42,55 |      |
| 16  | Felisberto de Deus | Timorul de Est             | 3:51,03 | RN   |

#### Seria 2
Marcin Lewandowski a fost împins și a căzut, dar s-a ridicat și a terminat cursa pe ultimul loc. La apel, el a ajuns în semifinale. Sadik Mikhou care a terminat pe locul 8 a fost ulterior descalificat pe 8 august pentru dopaj.
| Loc | Atlet                   | Țară                       | Timp    | Note |
| --- | ----------------------- | -------------------------- | ------- | ---- |
| 1   | Abel Kipsang            | Kenya                      | 3:40,68 | C    |
| 2   | Matthew Centrowitz      | Statele Unite ale Americii | 3:41,12 | C    |
| 3   | Jake Wightman           | Marea Britanie             | 3:41,18 | C    |
| 4   | Azeddine Habz           | Franța                     | 3:41,24 | C    |
| 5   | Samuel Abate            | Etiopia                    | 3:41,63 | C    |
| 6   | Charles Grethen         | Luxemburg                  | 3:41,90 | C    |
| 7   | Jye Edwards             | Australia                  | 3:42,62 |      |
| -   | Sadik Mikhou            | Bahrain                    | 3:42,87 | DS   |
| 8   | Sam Tanner              | Noua Zeelandă              | 3:43,22 |      |
| 9   | Ali Idow Hassan         | Somalia                    | 3:43,96 | PB   |
| 10  | Anass Essayi            | Maroc                      | 3:45,92 |      |
| 11  | Jesús Gómez             | Spania                     | 3:47,27 | CA   |
| 12  | Thiago André            | Brazilia                   | 3:47,71 |      |
| 13  | Benjamín Enzema         | Guineea Ecuatorială        | 3:48,17 |      |
| 14  | Marcin Lewandowski      | Polonia                    | 4:43,96 | CA   |
| —   | Abdirahman Saeed Hassan | Qatar                      | NT      |      |

#### Seria 3
| Loc | Atlet               | Țară                       | Timp    | Note  |
| --- | ------------------- | -------------------------- | ------- | ----- |
| 1   | Jake Heyward        | Marea Britanie             | 3:36,14 | C     |
| 2   | Teddese Lemi        | Etiopia                    | 3:36,26 | C     |
| 3   | Stewart McSweyn     | Australia                  | 3:36,39 | C     |
| 4   | Jakob Ingebrigtsen  | Norvegia                   | 3:36,49 | C     |
| 5   | Robert Farken       | Germania                   | 3:36,61 | C     |
| 6   | Adel Mechaal        | Spania                     | 3:36,74 | C, SB |
| 7   | Nick Willis         | Noua Zeelandă              | 3:36,88 | c, SB |
| 8   | Andrew Coscoran     | Irlanda                    | 3:37,11 | c     |
| 9   | Ayanleh Souleiman   | Djibouti                   | 3:37,25 | c, SB |
| 10  | Charles Simotwo     | Kenya                      | 3:37,26 | c     |
| 11  | Baptiste Mischler   | Franța                     | 3:37,53 |       |
| 12  | Kalle Berglund      | Suedia                     | 3:49,43 |       |
| 13  | Paulo Amotun Lokoro | EOR                        | 3:51,78 | SB    |
| —   | Soufiane El Bakkali | Maroc                      | NT      |       |
| —   | Ronald Musagala     | Uganda                     | NT      |       |
| —   | Yared Nuguse        | Statele Unite ale Americii | NS      |       |

### Semifinale
S-au calificat în finală primii cinci atleți din fiecare semifinală (C) și următorii atleți cu cei mai buni 2 timpi (c). 

#### Semifinala 1
| Loc | Atlet              | Țară                       | Timp    | Note  |
| --- | ------------------ | -------------------------- | ------- | ----- |
| 1   | Jake Wightman      | Marea Britanie             | 3:33,48 | C, SB |
| 2   | Cole Hocker        | Statele Unite ale Americii | 3:33,87 | C, PB |
| 3   | Timothy Cheruiyot  | Kenya                      | 3:33,95 | C     |
| 4   | Ollie Hoare        | Australia                  | 3:34,35 | C     |
| 5   | Ignacio Fontes     | Spania                     | 3:34,49 | C     |
| 6   | Charles Simotwo    | Kenya                      | 3:34,61 |       |
| 7   | Teddese Lemi       | Etiopia                    | 3:34,81 |       |
| 8   | Robert Farken      | Germania                   | 3:35,21 |       |
| 9   | Nick Willis        | Noua Zeelandă              | 3:35,41 | SB    |
| 10  | Andrew Coscoran    | Irlanda                    | 3:35,84 |       |
| 11  | Ismael Debjani     | Belgia                     | 3:42,18 |       |
| —   | Ayanleh Souleiman  | Djibouti                   | NT      |       |
| —   | Marcin Lewandowski | Polonia                    | NT      |       |

#### Semifinala 2
| Loc | Atlet              | Țară                       | Timp    | Note  |
| --- | ------------------ | -------------------------- | ------- | ----- |
| 1   | Abel Kipsang       | Kenya                      | 3:31,65 | C, RO |
| 2   | Jakob Ingebrigtsen | Norvegia                   | 3:32,13 | C     |
| 3   | Josh Kerr          | Marea Britanie             | 3:32,18 | C     |
| 4   | Adel Mechaal       | Spania                     | 3:32,19 | C, PB |
| 5   | Stewart McSweyn    | Australia                  | 3:32,54 | C     |
| 6   | Jake Heyward       | Marea Britanie             | 3:32,82 | c, PB |
| 7   | Charles Grethen    | Luxemburg                  | 3:32,86 | c, RN |
| 8   | Abdelatif Sadiki   | Maroc                      | 3:33,59 | PB    |
| 9   | Matthew Centrowitz | Statele Unite ale Americii | 3:33,69 | SB    |
| 10  | Azeddine Habz      | Franța                     | 3:35,12 |       |
| 11  | Samuel Zeleke      | Etiopia                    | 3:37,66 |       |
| 12  | Jesús Gómez        | Spania                     | 3:44,46 |       |
| 13  | Michał Rozmys      | Polonia                    | 3:54,53 | CA    |

### Finala
| Loc | Atlet              | Țară                       | Timp    | Note   |
| --- | ------------------ | -------------------------- | ------- | ------ |
| 1   | Jakob Ingebrigtsen | Norvegia                   | 3:28,32 | RM, RC |
| 2   | Timothy Cheruiyot  | Kenya                      | 3:29,01 |        |
| 3   | Josh Kerr          | Marea Britanie             | 3:29,05 | PB     |
| 4   | Abel Kipsang       | Kenya                      | 3:29,56 | PB     |
| 5   | Adel Mechaal       | Spania                     | 3:30,77 | PB     |
| 6   | Cole Hocker        | Statele Unite ale Americii | 3:31,40 | PB     |
| 7   | Stewart McSweyn    | Australia                  | 3:31,91 |        |
| 8   | Michał Rozmys      | Polonia                    | 3:32,67 | PB     |
| 9   | Jake Heyward       | Marea Britanie             | 3:34,43 |        |
| 10  | Jake Wightman      | Marea Britanie             | 3:35,09 |        |
| 11  | Ollie Hoare        | Australia                  | 3:35,79 |        |
| 12  | Charles Grethen    | Luxemburg                  | 3:36,80 |        |
| 13  | Ignacio Fontes     | Spania                     | 3:38,56 |        |